# SMS Novara (1913)
O SMS Novara foi um cruzador de reconhecimento operado pela Marinha Austro-Húngara e a terceira e última embarcação da Classe Novara, depois do SMS Saida e SMS Helgoland. Sua construção começou em dezembro de 1912 nos estaleiros da Ganz-Danubius em Fiume e foi lançado ao mar em fevereiro do ano seguinte, sendo comissionado na frota austro-húngara em janeiro de 1915. Era armado com uma bateria principal de nove canhões de 100 milímetros, possuía um deslocamento carregado de quatro mil toneladas e alcançava uma velocidade máxima de 27 nós.
O Novara teve um serviço relativamente ativo durante a Primeira Guerra Mundial. Ele participou do Bombardeio de Ancona em maio de 1915 e foi frequentemente usado em vários ataques contra a Barragem de Otranto e navios comerciais inimigos. Essas operações culminaram com a Batalha do Estreito de Otranto em maio de 1917, em que ele ajudou afundar várias traineiras britânicas, porém também foi seriamente danificado no decorrer do combate. O Novara também se envolveu no Motim de Cátaro em fevereiro de 1918, quando liderou os navios legalistas da frota.
A Áustria-Hungria foi derrotada em novembro de 1918 com a assinatura do Armistício de Villa Giusti e o Novara inicialmente foi transferido para o Reino dos Sérvios, Croatas e Eslovenos. Entretanto, sob os termos do Tratado de Saint-Germain-en-Laye de 1919, foi cedido à França como prêmio de guerra. Passou por concertos e foi comissionado na Marinha Nacional Francesa como Thionville e serviu de 1920 a 1932 como navio de treinamento, sendo então descomissionado e usado como alojamento flutuante em Toulon até 1941. Foi desmontado pouco depois.

## Características

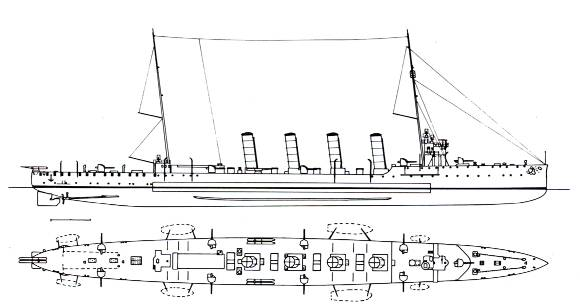
Desenho da Classe Novara

O Novara tinha 130,64 metros de comprimento de fora a fora, boca de 12,79 metros e calado de 4,6 metros. Seu deslocamento normal era de 3,6 mil toneladas, enquanto o deslocamento carregado era de 4 081 toneladas. Seu sistema de propulsão tinha dezesseis caldeiras Yarrow que alimentavam duas turbinas a vapor AEG-Curtis, cada uma girando uma hélice. O sistema tinha uma potência indicada de 25,6 mil cavalos-vapor (18,8 mil quilowatts), suficiente para uma velocidade máxima de 27 nós (cinquenta quilômetros por hora). O navio transportava 710 toneladas de carvão, o que dava uma autonomia de aproximadamente 1,6 mil milhas náuticas (três mil quilômetros) a uma velocidade de 24 nós (44 quilômetros por hora). Sua tripulação tinha 340 oficiais e marinheiros.
O armamento principal consistia em nove canhões Škoda K11 calibre 50 de 100 milímetros em montagens pedestais únicas, três no castelo da proa, duas em cada lateral à meia-nau e mais duas lado a lado no tombadilho. Também era armado com um canhão SFK L/44 de 47 milímetros. Um canhão antiaéreo Škoda K10 calibre 50 de 66 milímetros e seis tubos de torpedo de 533 em três montagens duplas foram adicionados em 1917. A Marinha Austro-Húngara planejou remover as armas do castelo da proa e tombadilho e substitui-las por dois canhões de 150 milímetros, porém isto nunca foi feito antes do fim da guerra. O Novara tinha um cinturão de blindagem com sessenta milímetros de espessura à meia-nau, um convés com vinte milímetros e torre de comando com laterais de sessenta milímetros de espessura.

## História

### Início de serviço
O batimento de quilha do Novara ocorreu em 9 de dezembro de 1912 nos estaleiros da Ganz-Danubius em Fiume. Seu casco completo foi lançado ao mar em 15 de fevereiro de 1913, ainda estando em processo de equipagem quando a Primeira Guerra Mundial começou em agosto de 1914. Ele foi finalizado em 10 de janeiro de 1915 e comissionado na Marinha Austro-Húngara. O almirante Anton Haus, o comandante da Marinha Austro-Húngara, decidiu adotar uma estratégia naval cautelosa para a guerra a fim de preservar sua frota, pois estava em inferioridade numérica diante da frota anglo-francesa no Mar Mediterrâneo, enquanto a atitude da Itália ainda era desconhecida. Haus decidiu que a melhor ação seria atuar como uma frota de intimidação, que poderia ser usada pra prender forças navais Aliadas na região, enquanto barcos torpedeiros, minas navais e incursões com cruzadores como aqueles da Classe Novara poderiam ser usados para reduzir a superioridade numérica do inimigo antes de uma batalha decisiva ser travada.
Os britânicos iniciaram a Campanha de Galípoli contra o Império Otomano em março, com a Alemanha pressionando Áustria-Hungria para ajudar. Haus considerou enviar o Novara com uma carga de munição, mas decidiu que a operação era muito arriscada para o que teria sido um ganho mínimo, pois a embarcação não teria sido capaz de transportar uma carga muito grande. O cruzador rebocou o u-boot alemão SM UB-8 em 2 de maio de Pola para o Mar Adriático. Eles conseguiram evitar detecção até o dia 6, quando foram avistados por um navio francês próximos de Cefalônia. O Novara cortou o cabo de reboque e acelerou para o norte, enquanto o UB-8 submergiu e escapou. A Itália declarou guerra contra a Áustria-Hungria em 23 de maio e a frota austro-húngara partiu para bombardear o litoral italiano. O Novara participou com um contratorpedeiro e dois barcos torpedeiros, bombardeando Porto Corsini, próximo de Ravena. Disparos de artilharia de armas litorâneas italianas mataram seis tripulantes do cruzador.
O alto-comando austro-húngaro decidiu no final do ano começar a atacar navios mercantes Aliados sendo enviados para a Sérvia por meio da Albânia. Haus transferiu o Novara, seu irmão SMS Helgoland e seis contratorpedeiros para Cátaro no final do mês a fim de facilitar os ataques. O Novara, quatro contratorpedeiros e três barcos torpedeiros realizaram um ataque em 5 de dezembro, afundando três navios de transporte e vários barcos pesqueiros. No caminho de volta os austro-húngaros avistaram o submarino francês Fresnel, que tinha encalhado na foz do rio Bojana. O Novara e as outras embarcações tomaram a tripulação como prisioneiros e destruíram o submarino.
O Novara, o cruzador de reconhecimento SMS Admiral Spaun e o antigo navio de defesa de costa SMS Budapest fizeram uma surtida em 29 de dezembro para dar apoio ao Helgoland e seis contratorpedeiros que tinham entrado em um campo minado. A flotilha do Helgoland conseguiu escapar dos navios italianos em perseguição antes da chegada das outras embarcações. O Novara e dois contratorpedeiros iniciaram uma incursão contra o porto de Durazzo em 29 de janeiro de 1916. Os dois contratorpedeiros colidiram no meio do caminho e precisaram retornar, deixando o cruzador sozinho para realizar o ataque. Ao chegar no alvo encontrou o cruzador protegido italiano Puglia e um contratorpedeiro francês. O Novara de a volta e recuou depois de um breve confronto, pois o elemento surpresa tinha sido perdido. O capitão Miklós Horthy, o oficial comandante da embarcação, lançou em 9 de julho um ataque contra a Barragem de Otranto. Ele afundou duas traineiras, danificou outras duas e capturou nove marinheiros britânicos.

### Estreito de Otranto

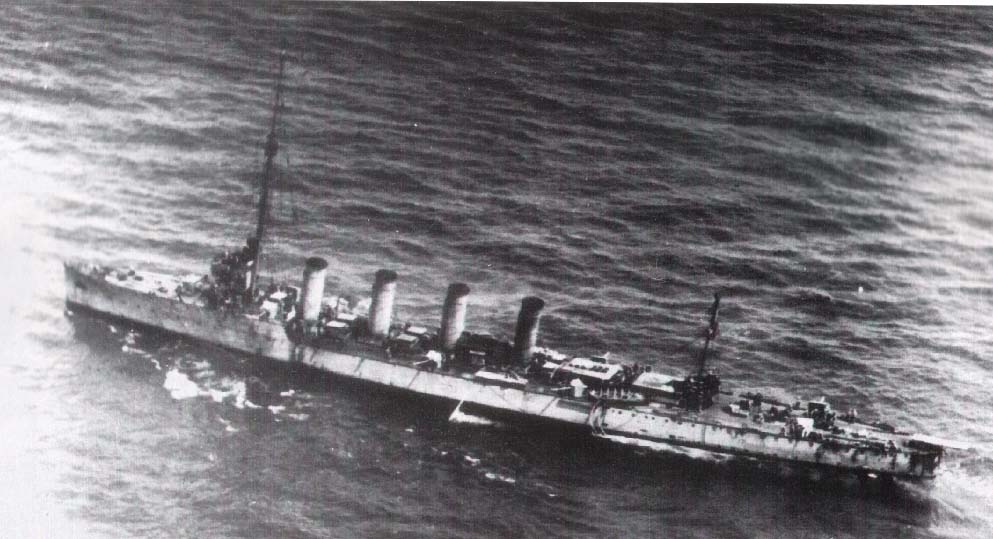
O Novara danificado depois da Batalha do Estreito de Otranto em maio de 1917

Horthy começou em fevereiro de 1917 preparações para uma grande incursão contra as traineiras. Ele planejou usar os três cruzadores da Classe Novara, que tiveram seus mastros principais cortados para se parecerem com contratorpedeiros britânicos. Suas caldeiras e turbinas foram limpadas a fim de garantir maior eficiência possível e uma arma antiaérea foi instalada em cada um. Contratorpedeiros realizaram entre o final de abril e início de maio varreduras pelo litoral albanês para fazer reconhecimento das defesas Aliadas na área. O contra-almirante Alexander Hansa emitiu uma ordem em 13 de maio para que a operação começasse no dia seguinte. Os cruzadores partiram em direção da linha de traineiras, chegando ao anoitecer. Ao mesmo tempo, os contratorpedeiros SMS Balaton e SMS Csepel realizaram um ataque no litoral da Albânia com o objetivo de atrair a atenção para longe dos cruzadores. O Novara e seus irmãos abriram fogo contra as traineiras por volta das 3h00min já de 15 de maio, afundando ao todo catorze e danificando outras quatro antes de cessarem fogo e recuarem, esperando conseguirem voltar para casa antes das forças Aliadas reagirem.
Os cruzadores rápidos britânicos HMS Dartmouth e HMS Bristol mais cinco contratorpedeiros italianos partiram às 6h45min para interceptar o Novara, Saida e Helgoland. Os britânicos eram mais rápidos e conseguiram alcançar os austro-húngaros por volta das 9h00min, com ambos os lados pedindo por reforços; uma flotilha centrada no cruzador blindado SMS Sankt Georg foi enviada para auxiliar os cruzadores de Horthy. O Dartmouth abriu fogo e acertou o Novara, assim os três cruzadores austro-húngaros lançaram cortinas de fumaça e viraram-se para reduzirem a distância e enfrentarem seus perseguidores, acertando o Dartmouth várias vezes. Entretanto, o Novara foi acertado mais vezes, danificando suas bombas principais de alimentação das turbinas e tubo de vapor auxiliar de estibordo, o que fez com que a embarcação perdesse velocidade até parar. Horthy também foi seriamente ferido, mas permaneceu no comando. O contra-almirante Alfredo Acton, comandante da força Aliada, virou-se para longe às 11h05min em uma tentativa de separar o Saida do Novara e Helgoland. O Sankt Georg estava nesse momento se aproximando do local, o que fez Acton recuar temporariamente para consolidar suas forças. Isto deu tempo suficiente para os austro-húngaros tentarem salvar o Novara, com o Saida o rebocando e o Helgoland dando cobertura.
Acton não sabia que o Novara estava incapacitado, assim encerrou a perseguição por temer que seus navios se aproximassem demais da base naval austro-húngara de Cátaro. Entretanto, o contratorpedeiro Acerbi entendeu errado o comunicado enviado por Acton e tentou lançar um ataque de torpedos, porém foi afugentado pelos disparos combinados do Novara, Saida e Helgoland antes que conseguisse se aproximar o suficiente. Acton só percebeu a situação crítica do Novara às 12h05min, porém nesse momento o Sankt Georg estava muito próximo. Este se encontrou com os três cruzadores, com o Balaton e Csepel chegando no local também. O grupo então voltou para Cátaro juntos.

### Fim da guerra

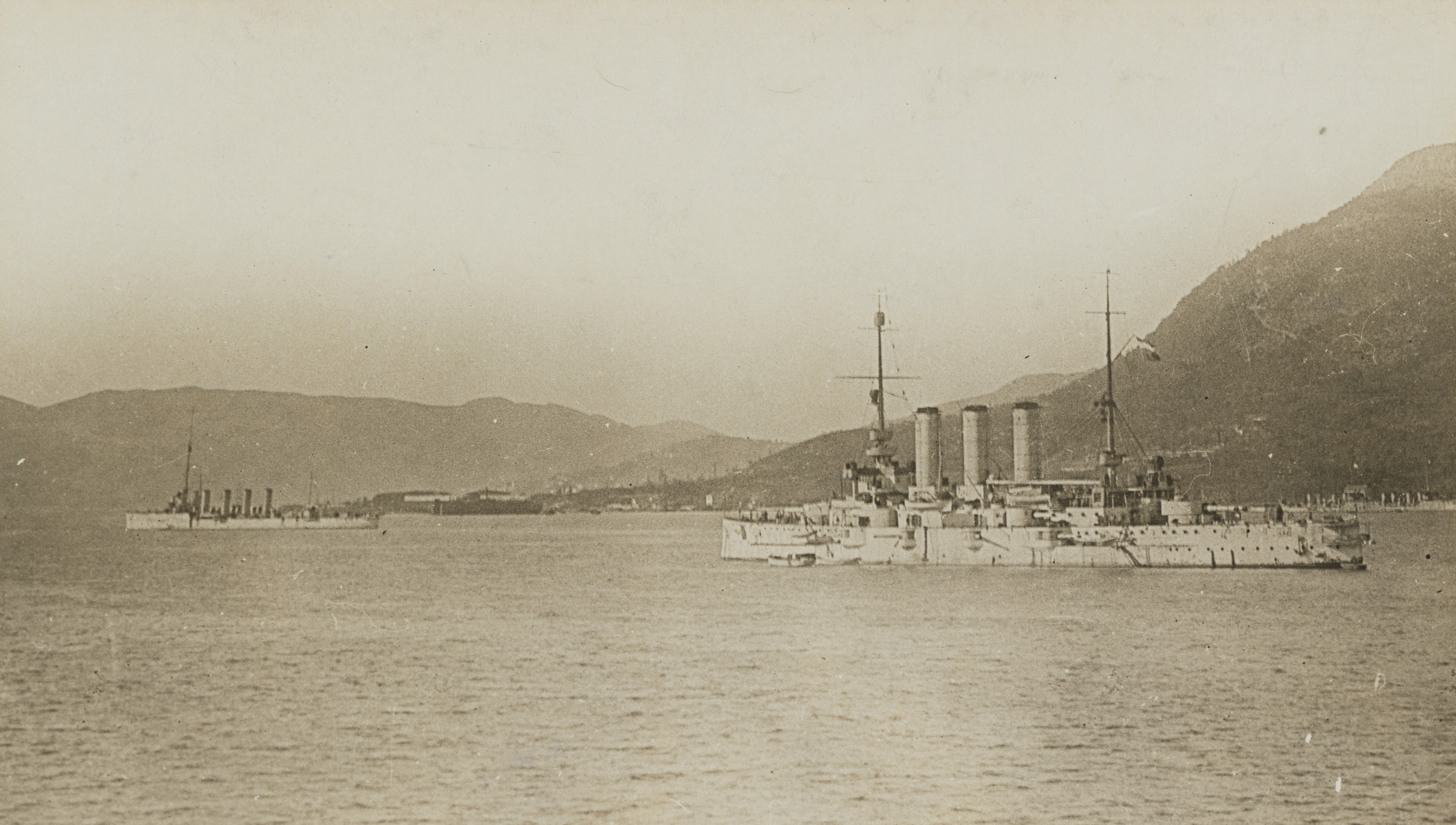
O Novara (esquerda) e um couraçado da Classe Erzherzog Karl em Cátaro depois da rendição austro-húngara em 1918

Longos períodos de inatividade começaram a desgastar as tripulações de vários dos navios ancorados em Cátaro no início de 1918, principalmente dos pouco utilizados cruzadores blindados. O Motim de Cátaro estourou em 1º de fevereiro, começando a bordo do Sankt Georg e rapidamente espalhando-se para a maioria dos navios no porto. As tripulações do Novara e do Helgoland resistiram ao motim, com o segundo preparando seus torpedos, mas o Sankt Georg mirou seus canhões contra o Helgoland, o que o dissuadiu da tentativa. O príncipe João de Liechtenstein, o oficial comandante do Novara, se recusou a permitir que rebeldes viessem a bordo de seu navio, porém cedeu depois do SMS Kaiser Karl VI mirar suas armas contra o cruzador, com sua tripulação hasteando uma bandeira vermelha em apoio ao motim. João e Erich von Heyssler, o oficial comandante do Helgoland, planejaram durante a noite como libertar suas embarcações, já que suas tripulações não tinham ativamente apoiado os rebeldes.
Vários dos navios amotinados abandonaram seus esforços e juntaram-se às forças legalistas na parte interior do porto depois de baterias costeiras terem disparado contra o SMS Kronprinz Erzherzog Rudolf. João arrancou a bandeira vermelha e levou o Novara para o porto interno, acompanhado primeiro pelos cruzadores de reconhecimento e maioria dos barcos torpedeiros, em seguida por várias das embarcações maiores. Lá estavam protegidos pelas baterias costeiras que se opunham aos rebeldes. Ao final do dia apenas o Sankt Georg e alguns contratorpedeiros e barcos torpedeiros permaneciam em revolta. Os couraçados da Classe Erzherzog Karl chegaram na manhã seguinte e o motim acabou. A Áustria-Hungria assinou o Armistício de Villa Giusti em 3 de novembro de 1918 com a Itália, com sua frota sendo transferida para o recém-formado Reino dos Sérvios, Croatas e Eslovenos.

### Serviço francês
Toda a frota austro-húngara sobrevivente foi entregue aos Aliados em 1920 como prêmios de guerra sob os termos do Tratado de Saint-Germain-en-Laye. O Novara foi cedido à França na distribuição dos navios. Um vazamento apareceu enquanto ainda estava no Mar Adriático, obrigando-o a parar em Brindisi, na Itália, onde afundou em 29 de janeiro de 1920. Foi reflutuado no início de abril. Foi formalmente transferido para a França em 19 de setembro e renomeado para Thionville, sendo incorporado à Marinha Nacional Francesa depois de passar por reparos. O cruzador foi designado para a escola de torpedos para uso como um navio de treinamento, papel que desempenhou até 1º de maio de 1932. Foi desarmado e convertido em um alojamento flutuante em Toulon. Permaneceu lá até 1941, na Segunda Guerra Mundial, quando foi desmontado.